# Andreas Maurer (Politiker, 1970)

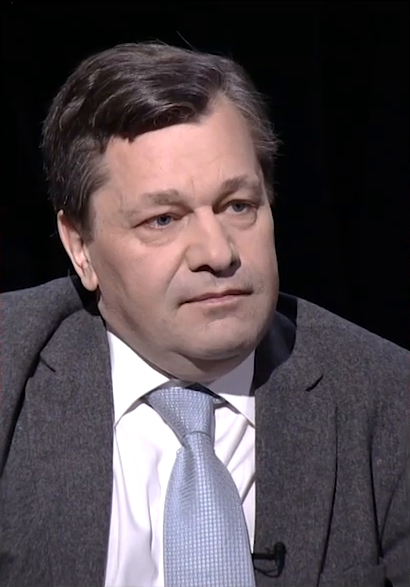
Andreas Maurer, 2019

Andreas Maurer (russisch Андреас Маурер; * 5. Januar 1970 in Schachtinsk, Kasachische SSR, Sowjetunion) ist ein ehemaliger deutscher Lokalpolitiker (1992–2006 CDU; 2011–2019 Die Linke) und verurteilter Wahlfälscher.

## Biographie
Maurers Mutter Martha (geb. Boschmann, 1936–2020) war eine Bergarbeiterin, die in einer deutschen Kolonie in der Ukraine geboren wurde, sein Vater Alexander (1928–1979) war ein wolgadeutscher Geologe. Nach der Auflösung der ASSR der Wolgadeutschen deportierte die Sowjetunion Maurers Familie in die Kasachische SSR. Dort wurde Andreas Maurer 1970 in Schachtinsk im Gebiet Karaganda geboren. In der Sowjetunion besuchte er für vier Semester eine Bergbauschule.
Im Jahr 1988 durfte Maurers Familie die Sowjetunion verlassen. Als Aussiedler wanderten Maurer, seine Mutter und seine Geschwister in die Bundesrepublik Deutschland aus. Ein Jahr lang lebte die Familie Maurer in Friedland und zog dann nach Freiburg im Breisgau. Andreas Maurer besuchte zwei Jahre lang eine Sprachschule in Pforzheim, um die deutsche Sprache zu erlernen, und schloss diese mit einem Realschulabschluss ab. 1992 absolvierte Maurer ein Praktikum bei der Deutschen Bundespost und wurde anschließend dort als Zusteller angestellt.
1996 zog Maurer ins Artland: Zunächst lebte er in Nortrup, dann in Badbergen und seit 2006 in Quakenbrück. Maurer ist Mitglied einer evangelischen Freikirche. Er ist seit 1992 verheiratet und hat drei Söhne sowie zwei Töchter.

## Politik
Von 2009 bis 2018 war Maurer Mitglied des niedersächsischen Landesvorstandes der Landsmannschaft der Deutschen aus Russland. Während seiner politischen Laufbahn wurde Maurer in Quakenbrück als Vertreter der russlanddeutschen Gemeinschaft gesehen.

### Kommunalpolitik
Maurer trat 1992 in die CDU ein. Im Jahr 2001 kandidierte er erfolgreich für den Gemeinderat von Badbergen sowie den Samtgemeinderat von Artland und wurde in letzterem CDU-Fraktionsvorsitzender. 2006 trat Maurer aus der CDU aus, da die Partei ihn trotz guter Wahlergebnisse auf hintere, wenig aussichtsreiche Listenplätze setzte.
Nach seinem Austritt aus der CDU gründete Maurer 2006 die Bürger fürs Artland, kandidierte erfolgreich für den Stadtrat von Quakenbrück sowie den Samtgemeinderat von Artland und wurde in beiden Räten Gruppensprecher der Bürger fürs Artland.
Obwohl er zu diesem Zeitpunkt nicht Mitglied war, nominierte die Partei Die Linke Maurer als Direktkandidaten für den Landtagswahlkreis Bersenbrück bei der Landtagswahl in Niedersachsen 2008. Maurer erlangte 4,6 % der Erststimmen und zog somit nicht in den Niedersächsischen Landtag ein. 2011 trat Maurer der Linkspartei bei und kandidierte im selben Jahr erfolgreich für den Stadtrat von Quakenbrück, den Samtgemeinderat von Artland sowie den Kreistag von Osnabrück. Im gleichen Jahr wurde er Fraktionsvorsitzender der Linken in Quakenbrück und im Artland. 2014 kandidierte Maurer für das Amt des Samtgemeindebürgermeisters im Artland, unterlag aber auf Platz 3. Samtgemeindebürgermeister wurde Claus Peter Poppe.
Im Jahr 2016 wurde Maurer Vorsitzender der Linksfraktion im Kreistag von Osnabrück, die zunächst aus zwei Mitgliedern bestand, nämlich aus Maurer selbst und Lars Büttner. 2018 trat mit Tanja Bojani ein drittes Mitglied bei. Bojani war bis 2018 Mitglied der rechtspopulistischen AfD und deren Kreistagsfraktion gewesen. Maurer bezeichnete den Wechsel als „Signal, dass es möglich ist, die Menschen zurückzuholen“, und Büttner fügte hinzu, dass die Linksfraktion Bojani nicht aufgenommen hätte, wenn nicht eine „Veränderung stattgefunden“ hätte. Der niedersächsische Landesverband der Linkspartei bezeichnete den Wechsel als „zutiefst parteischädigend“ und forderte Maurer und Büttner auf, Bojani aus ihrer Fraktion auszuschließen, was diese nicht taten. Daraufhin versuchte der Landesverband Anfang 2019 erfolglos, Maurer und Büttner aus der Partei auszuschließen. Der Vorfall wurde auch außerhalb der Partei diskutiert, Kritiker bezeichneten ihn als „Bilderbuchbeispiel für die ‚Hufeisentheorie‘“ und sagten, die „Linke im Kreis Osnabrück sind mit Bojani unglaubwürdig“. 2021 verließ Bojani schließlich die Linksfraktion und schloss sich wieder der AfD und ihrer Fraktion an, wobei sie erklärte: „Inhaltlich war ich immer und werde es auch bleiben: AfD.“

#### Wahlfälschung
Bei den Kommunalwahlen in Niedersachsen 2016 erhielt Maurers Linkspartei in Quakenbrück ungewöhnlich viele Stimmen, wobei die Zahl der Briefwahlstimmen besonders hoch war. Einige Wähler hatten Briefwahlunterlagen erhalten, obwohl sie diese nicht beantragt hatten, und einige Briefwahlunterlagen waren aus Briefkästen gestohlen worden. Mehreren Wählern, die am Wahltag persönlich wählen wollten, wurde gesagt, sie hätten bereits per Briefwahl gewählt. Außerdem waren einige Briefwahlunterlagen mit gefälschten Unterschriften versehen. Dies weckte den Verdacht der Wahlfälschung. Im anschließenden Gerichtsverfahren stellte sich heraus, dass Maurer und seine Komplizen von Haus zu Haus gegangen waren und Personen, die die deutsche Sprache nicht gut beherrschten, angewiesen hatten, Briefwahlunterlagen zu beantragen. Später füllten Maurer und seine Komplizen die Stimmzettel aus und fälschten die Unterschrift des jeweiligen Wählers. Im Juni 2018 verurteilte das Landgericht Osnabrück Maurer wegen Wahlfälschung zu sieben Monaten und einer Woche auf Bewährung.
Maurer behauptete, das Urteil sei „politisch“ und legte Revision ein. Der Bundesgerichtshof bestätigte das vorherige Urteil jedoch im August 2019. In der Folge verlor Maurer seine Ratssitze in Quakenbrück, dem Artland und Osnabrück sowie seine Parteimitgliedschaft. Er durfte vier Jahre lang nicht zu Wahlen antreten und keiner Partei angehören.

### Beziehungen zu Russland
Die Kleinstadt Quakenbrück hatte zu Andreas Maurers Zeit als Ratsmitglied etwa 13.000 Einwohner. Maurer hatte nie ein politisches Mandat auf Bundes- oder Landesebene und ist in Deutschland weitgehend unbekannt. Im russischen Staatsfernsehen und in der russischen Presse wurde Maurer jedoch als wichtiger deutscher Politiker und Experte dargestellt und häufig interviewt oder in Talkshows zur Hauptsendezeit eingeladen, wo er die Politik von Wladimir Putin lobte. Das Moskauer Büro für Menschenrechte nannte Maurer „ohne Übertreibung eine[n] der bekanntesten deutschen Politiker im modernen Russland“. Laut Huffington Post ist Maurer ein „fester Bestandteil der russischen Propagandamaschinerie“.

#### Krimannexion durch Russland
Nach der Annexion der Krim 2014 durch die Russische Föderation verurteilte die Europäische Union diesen Akt und verhängte Sanktionen gegen Russland. Maurer dagegen befürwortete die Annexion, nannte sie eine „Wiedervereinigung“ und wurde Teil des Projekts Volksdiplomatie (russisch Народная Дипломатия Narodnaja Diplomatija), das versucht, die Sanktionen gegen Russland zu beenden. Im Quakenbrücker Stadtrat versuchte er erfolglos, eine Resolution zu verabschieden, die die Krim als Teil Russlands anerkennen sollte.
Ab 2016 reiste Maurer mehrmals über Russland auf die Krim, was gegen ukrainisches Gesetz verstößt. 2016 wurde ihm die Einreise in die Ukraine untersagt. Der ukrainische Botschafter in Deutschland, Andrij Melnyk, verurteilte Maurers Reise auf die Krim und forderte das Auswärtige Amt in einer Protestnote auf, sich davon zu distanzieren, sowie „alle erforderlichen Maßnahmen unverzüglich zu ergreifen, um der Verletzung der ukrainischen Souveränität durch deutsche Staatsangehörige vorzubeugen“. Das Auswärtige Amt erklärte, dass die Bundesregierung solche Reisen „in keiner Weise gutheißt“; sie habe jedoch keine Möglichkeit, deutschen Staatsangehörigen die Reise auf die Krim zu verbieten. 2017 reiste Maurer erneut auf die Krim und traf sich mit dem russischen Präsidenten Wladimir Putin sowie dem damaligen russischen Ministerpräsidenten Dmitri Medwedew, um das Projekt Volksdiplomatie zu diskutieren.
Vor der Präsidentschaftswahl in Russland 2018 erklärten die Europäische Union und die OSZE, dass sie keine Wahlbeobachter zur Beobachtung der Wahlen auf der Krim entsenden würden, da ein solcher Schritt signalisiert hätte, dass die Krim ein legitimer Teil Russlands sei. Maurer und andere ausländische Politiker fungierten stattdessen als Wahlbeobachter auf der Krim, nachdem sie vom Duma-Abgeordneten Leonid Sluzki eingeladen worden waren, um den Wahlen auf der Krim einen Anschein internationaler Akzeptanz zu verleihen.
Als Versuch, die internationalen Sanktionen zu umgehen, veranstaltete Russland 2018 das Internationale Wirtschaftsforum von Jalta. Maurer nahm neben dem Verschwörungstheoretiker Ken Jebsen und den AfD-Politikern Markus Frohnmaier, Robby Schlund, Ulrich Oehme, Stefan Keuter, Gunnar Lindemann und Waldemar Herdt an der Veranstaltung teil. 2019 gründete Maurer die Freunde der Krim Deutschland e. V., eine Mitgliedsorganisation der Internationalen Vereinigung Freunde der Krim, die versucht, den Status der Krim als Teil Russlands zu zementieren.

#### Donbas
Während des Krieges im Donbas gründeten pro-russische Separatisten auf besetztem ukrainischem Gebiet die sogenannten Volksrepubliken Donezk und Lugansk, die 2014 ihre Unabhängigkeit von der Ukraine erklärten. Beide werden, außer von Russland und Syrien, von keinem Mitgliedstaat der Vereinten Nationen anerkannt. Maurer reiste mehrmals aus Russland in die sogenannten Volksrepubliken, was gegen ukrainisches Recht verstößt. Dort betrieb er über Medienauftritte pro-russische Propaganda. So warf er etwa dem damaligen Präsidenten der Ukraine Petro Poroschenko „Völkermord“ und „Krieg gegen ein friedliches Volk“ vor, weil Poroschenko 2018 versucht hatte, die Gebiete zurückzugewinnen. 2018 reiste Maurer nach Luhansk, um als Wahlbeobachter bei den international nicht anerkannten Parlamentswahlen zu fungieren.